# Roodkapzanger
De roodkapzanger (Basileuterus rufifrons) is een zangvogel uit de familie Parulidae (Amerikaanse zangers).

## Kenmerken
De vogel is 13 cm lang. Opvallende kenmerken zijn de bruinrode kruin en oorstreek en een duidelijke witte wenkbrauwstreep. Van boven is de vogel olijfkleurig, de borst is geel en de buik is vuilwit.

## Verspreiding en leefgebied
Deze soort telt vijf ondersoorten:
- B. r. caudatus: noordwestelijk Mexico.
- B. r. dugesi: westelijk en centraal Mexico.
- B. r. jouyi: noordoostelijk en oostelijk Mexico.
- B. r. rufifrons: zuidelijk Mexico en centraal Guatemala.
- B. r. salvini: zuidoostelijk Mexico, Belize en noordelijk Guatemala.